# Squabble Up
«Squabble Up» (стилизовано под строчные буквы) — песня американского рэпера Кендрика Ламара, первый сингл из его шестого студийного альбома GNX (2024). Ламар спродюсировал песню совместно с Soundwave, Джеком Антоноффом и Bridgeway, при дополнительном участии M-Tech. Композиция содержит сэмпл из произведения в стиле фристайл «When I Hear Music» (1984) Дебби Деб.
Песня сопровождалась видеоклипом, выпущенным 25 ноября 2024 года. На следующий день она была отправлена на танцевальные радиостанции в виде сингла. Всего через несколько дней после релиза, «Squabble Up» стала самым популярным треком пластинки, набрав более 20,5 млн прослушиваний на Spotify. Успех композиции закрепил дебют на вершине чарта Billboard Hot 100.

## Предыстория
4 июля 2024 года Ламар выпустил музыкальное видео на свой дисс-трек, адресованный канадскому поп-рэперу Дрейку, под названием «Not Like Us». Видео начинается с 15-секундного фрагмента песни, на тот момент ещё не имевшей названия, когда рэпер идёт по тёмному коридору. Из-за прозвучавших в отрывке слов песню прозвали «Broccoli» или «Broccoli (Reincarnated)». 13 октября команда Формулы-1 Mercedes AMG использовала эту песню для рекламы предстоящего гоночного сезона. Всего десять дней спустя композиция прозвучала во время трансляции матча НБА между «Лос-Анджелес Лейкерс» и «Миннесота Тимбервулвз». Весь этот ажиотаж привёл к тому, что песня завирусилась в TikTok, и фанаты рэпера начали просить выпустить её как можно скорее. В конечном счёте она была выпущена в качестве второго трека, «Squabble Up», с шестого студийного альбома Ламара GNX, который был издан без предварительного анонса и какой-либо рекламы 22 ноября 2024 года.

## Содержание
«Squabble Up» содержит «фанковую басовую линию» из «классической техно-фристайловой песни 1980-х» «When I Hear Music» американской певицы Дебби Деб. В мелодии песни Ламар задействует «элементы своего калифорнийского рэп-наследия», сочетая их с «джи-фанком, гифи и даже марьячи». Вокальное рэпера исполнение характерно «мириадами голосов — он вовсю меняет октавы и даже переходит на визг». В тексте Ламар обвиняет других рэперов в фальши, впрочем, не называя каких-либо конкретных имён. Тематика песни касается вопросов личной эволюции, критики со стороны музыкальной индустрии, а также содержит высказывания о хип-хоп-культуре. Ссылаясь на восхищении своей работой, Ламар упоминает саксофониста Камаси Вашингтона, с которым он сотрудничал на GNX, а также на To Pimp a Butterfly (2015).

## Отзывы критиков
В обзоре песни для Pitchfork Мэтью Ричи похвалил Ламара за то, что он превратил сэмпл в «клубный хит 1990-х», отметив, что «ненависть присущая лирике» «чревата серьёзными последствиями», что сделало прослушивание песни ещё «увлекательнее». По мнению Закари Хорват из HotNewHipHop, «Squabble Up» обладает «наибольшей мейнстримной привлекательностью» из всех песен альбома, похвалив «великолепную игру слов, плавность переходов и индивидуальность».